# Debi Derryberry
Debi Derryberry (Califórnia, 27 de setembro de 1967) é uma dubladora americana que deu voz a diversas animações e videogames. Ela é mais conhecida como a voz de Jimmy Neutron no filme Jimmy Neutron: Boy Genius e na série de televisão The Adventures of Jimmy Neutron, Boy Genius.

## Biografia
Debi Derryberry nasceu em Indio, Califórnia, EUA, em 27 de setembro de 1967, numa família de ascendência judaica húngara. Seus avós eram sobreviventes do Holocausto. Derryberry frequentou a Indio High School e a Universidade da Califórnia, em Los Angeles, onde se formou em cinesiologia.  Após a faculdade, ela se mudou para Nashville, Tennessee, para se tornar uma cantora country.
A sua primeira atuação como dubladora foi como Skeeter em Ei Vern, é o Ernest! junto com Jim Varney em 1988. Ela também foi uma substituta.
E Seus papéis de voz incluem o personagem-título do primeiro filme CGI Jimmy Neutron: Boy Genius e sua série de TV CGI The Adventures of Jimmy Neutron, Boy Genius, Nergal Jr. e Revvin' Evan de Jay Jay the Jet Plane (após a morte de Mary Kay Bergman ), Tad em vários vídeos animados e DVDs do LeapFrog de 2003 a 2005, Coco Bandicoot na série Crash Bandicoot, Wednesday no desenho animado da Família Addams, Jackie em Bobby's World, Draculaura em Monster High e Maureen Murphy em F is for Family .
Ela atuou a voz de Clay nos segmentos da Playhouse Disney apresentados no início dos anos 2000. Em dublagens de anime em inglês, ela fez a voz de Ryo-Ohki na série Tenchi Muyo . Ela recebeu o prêmio de Melhor Atriz em Comédia no American Anime Awards por seu trabalho como Zatch em Zatch Bell! e para o Magic Rainbow de Chica na FNAF World Update 2 .
Além de seu trabalho como dubladora, trabalhou no filme Free Willy, de 1993, como dublê de Jesse em algumas cenas que mostravam Keiko interpretando Willy. Forneceu as vozes de uma série de personagens, principalmente de meninos e meninas molecas. Além disso, Derryberry também forneceu locução para Ice Age: The Meltdown, como a voz de Wednesday Addams na versão animada da década de 1990 de The Addams Family, Weenie e Catrina em Oswald, o irmão mais novo de Taz, Jake, em Taz-Mania, Coco Bandicoot na série de videogame Crash Bandicoot e Clay em alguns segmentos da Playhouse Disney .
Fez dublagem para adaptações cômicas de títulos de anime em inglês, como Zatch Bell! no qual ela interpreta o personagem titular, seu gêmeo malvado Zeno, Ryo-Ohki, Yugi e vários outros personagens de diversas versões da série de anime Tenchi Muyo! . Ela também fez a voz do mascote da Playhouse Disney, Clay. Derryberry foi o fundador e vocalista da banda country indie Honey Pig, escrevendo e produzindo a maioria das músicas de seus dois CDs. Atualmente, ela está se concentrando na carreira musical infantil com seus CDs "What a Way to Play" e "Very Derryberry", tendo conquistado diversos prêmios do setor. </link>
Derryberry é defensora dos animais e fez uma organização em sua casa em North Hollywood para arrecadação de fundos para o benefício dos orangotangos como espécie em extinção, sob a fundação de caridade Orang Utan Republik.

### Outras funções
- O personagem Speedy nos comerciais da Alka-Seltzer.
- O personagem Zack Putterman nos comerciais da Duracell.